# Steve Irwin
Pour les articles homonymes, voir Robert Irwin et Irwin.
« Crocodile Hunter » redirige ici.  Pour la série documentaire, voir The Crocodile Hunter.
Stephen Robert Irwin, dit Steve Irwin, surnommé le chasseur de crocodile, né le 22 février 1962 à Essendon et mort le 4 septembre 2006 à Batt Reef, est un animateur de télévision australien et le propriétaire de l'Australia Zoo, un parc zoologique fondé par ses parents à Beerwah (en) dans l'État du Queensland.
Il est connu pour son rôle de chasseur de crocodiles dans son émission The Crocodile Hunter.

## Biographie

### Premières années
Steve Irwin est né à Essendon. Il est le fils de Lyn qui exerce le métier de sage-femme et de Bob Irwin, naturaliste et herpétologiste reconnu. En 1970, ses parents et lui déménagent dans l'État du Queensland où il fréquentera l'école publique de Landsborough et l'enseignement secondaire de Caloundra. Steve Irwin décrit son père comme un expert de la faune et de la flore, qui s'intéresse à l'herpétologie, alors que sa mère Lyn s'occupe à la réhabilitation de la faune et de la flore. Lyn et Bob ouvrent alors le parc zoologique Queensland Reptile and Fauna et c'est au milieu de crocodiles et d'autres reptiles que grandit Steve Irwin.
Steve Irwin participe grandement à l'expansion du parc, prenant part à l'alimentation quotidienne des animaux, ainsi que les activités de soins et d'entretien. Lors de son sixième anniversaire, il a reçu un python mesurant 4 mètres de long. Il commence à s'occuper des crocodiles à l'âge de neuf ans, son père l'ayant instruit très jeune sur le comportement des reptiles. Aussi, au même âge, il a élevé son premier crocodile, toujours sous la supervision de son père. Il participe ensuite aux captures de crocodiles trop proches des zones habitées, pour les ramener au parc. Plus tard, il emprunte le chemin que son père avait pris en devenant bénévole au programme de gestion des crocodiles sur la côte Est du Queensland (Queensland Government's East Coast Crocodile Management), destiné à s'occuper des crocodiles vivant dans cette zone. Dans le même temps, il capture plus de 100 crocodiles, dont certains ont été relogés, tandis que d'autres ont été accueillis dans le parc de la famille. Steve Irwin a repris la gestion du parc en 1991 et l'a rebaptisé « Australia Zoo » en 1992.

### Mariage et famille

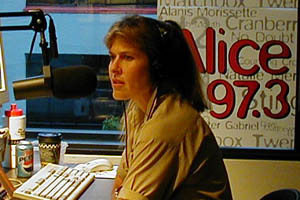
Terri Irwin Raines, l'épouse de Steve Irwin.

En 1991, sa passion pour les crocodiles est filmée lors d'une émission sur la faune, moment où il rencontre sa future femme Terri, naturaliste américaine de Eugene dans l'Oregon qui était en Australie pour y étudier les centres de réhabilitation de la faune et qui avait décidé de visiter le zoo. Ils se marient à Eugene en 1992. Ensemble, ils ont deux enfants, une fille, Bindi Irwin, née en 1998, et un fils, Robert, né en 2003.

### The Crocodile Hunteret émissions associées
Pendant leur lune de miel, le couple capture un crocodile. Cet événement est filmé par John Stainton, et servira à créer le premier épisode, diffusé en 1996, de The Crocodile Hunter, mélange de divertissement et d'images de la flore australienne. L'année d'après, cette émission apparaît sur les écrans aux États-Unis et au Royaume-Uni. Diffusée dans plus de 130 pays, elle est vue par plus de 500 millions de personnes. Le style exubérant et enthousiaste de Steve, son fort accent australien, son short kaki et ses phrases fétiches « Crikey! » sont désormais reconnus dans le monde entier. Sir David Attenborough fait l'éloge de Steve Irwin pour avoir présenté à de nombreuses personnes le monde naturel, en disant : « Il leur a enseigné comme il était merveilleux et passionnant de faire cela, il était un communicateur-né. »
En 1999, Steve Irwin est invité au The Tonight Show de Jay Leno.
En 2004, il déclenche un scandale en nourrissant un crocodile tout en tenant son bébé dans les bras.

### Mort
Le 4 septembre 2006, Steve Irwin est mortellement piqué au cœur par une raie pastenague alors qu'il plongeait pour un tournage à Batt Reef (partie de la grande barrière de corail), au large de Port Douglas dans le Queensland,.
La mort de Steve Irwin a été entièrement filmée et Terri Irwin, son épouse, a déclaré sur la chaîne américaine Access Hollywood que le document a été depuis détruit pour éviter toute diffusion publique. Les parents de Steve Irwin ont refusé la cérémonie nationale proposée par le Premier ministre, préférant un enterrement plus intime.
Le capitaine Paul Watson, fondateur de la Sea Shepherd Conservation Society, rebaptisa l'ancien patrouilleur écossais FPV Westra, MV Steve Irwin en sa mémoire le 5 décembre 2007. À la cérémonie de baptême, sa veuve Terri déclara : « Si Steve était encore en vie, il se serait sûrement embarqué avec eux ».

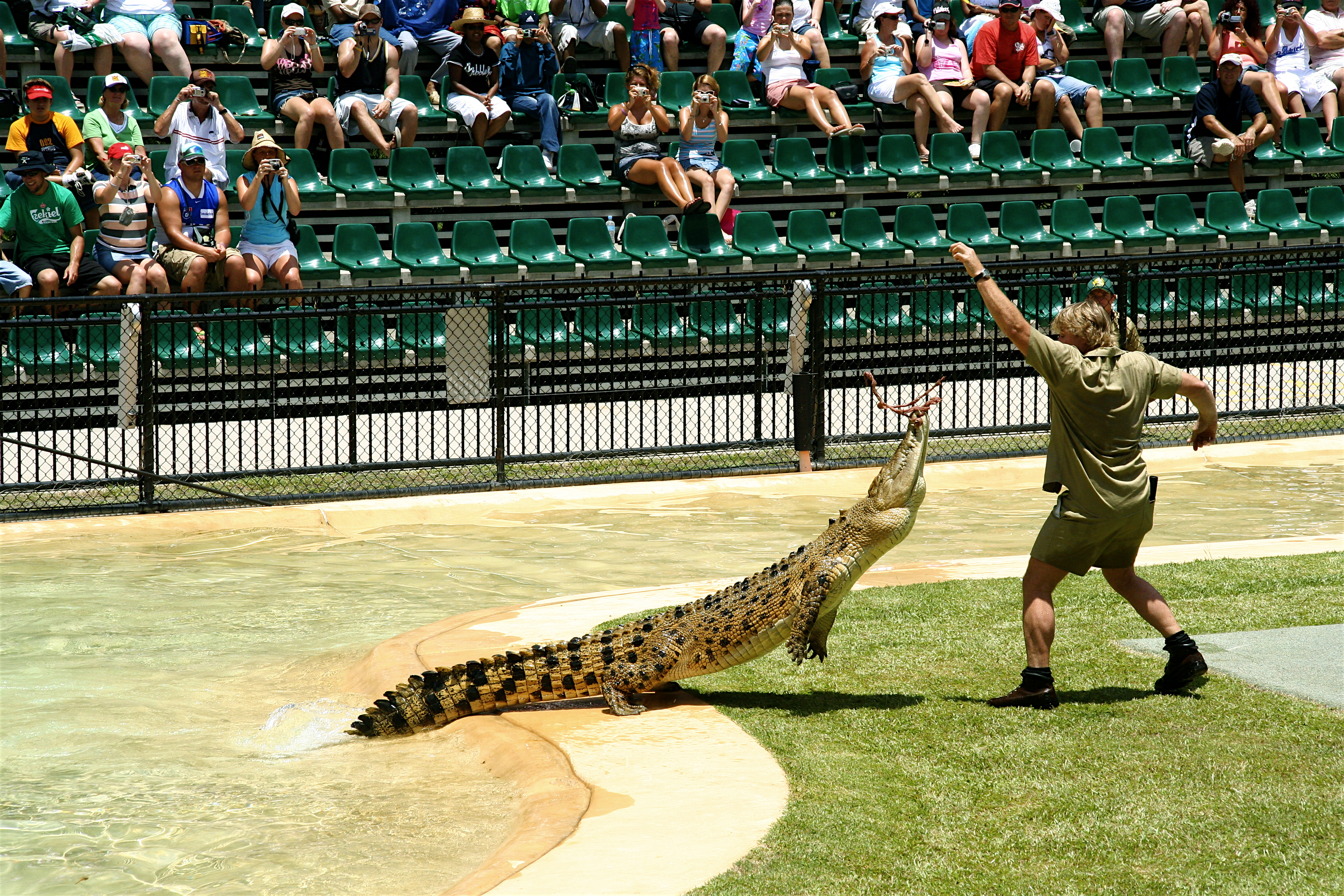
Steve Irwin nourrissant un crocodile dans son zoo.

## Campagnes médiatiques
Steve Irwin a aussi participé à plusieurs campagnes médiatiques. Il a rejoint avec enthousiasme le service de mise sous quarantaine australien afin de promouvoir les exigences des douanes et mises sous quarantaine strictes en Australie, avec des publicités et des affiches mettant en avant des slogans tels que « La quarantaine ! Ne perdez pas de temps avec ça ». L'argent qu'il a gagné par ces campagnes publicitaires a été reversé à des fonds pour la faune et la flore.
En 2004, Steve Irwin est nommé ambassadeur de The Ghan, train de passagers allant d'Adélaïde à Alice Springs dans l'arrière-pays du centre de l'Australie, lorsque la ligne a été prolongée cette année-là jusqu'à Darwin sur la côte nord. Pendant quelque temps, il a été parrainé par Toyota.
Steve Irwin était un fervent promoteur du tourisme australien et en particulier du tourisme dans le Queensland. En 2002, l'Australia Zoo est élu meilleure attraction touristique du Queensland. Son immense popularité aux États-Unis lui a permis de souvent y faire la promotion de l'Australie comme une destination touristique. Dans le cadre des célébrations de la « Semaine de l'Australie » aux États-Unis en janvier 2006, Steve Irwin fait une apparition au Pauley Pavilion, la salle de basket de UCLA à Los Angeles.

## Filmographie
| Année     | Film                                         | Rôle                  | Notes                                                          |
| --------- | -------------------------------------------- | --------------------- | -------------------------------------------------------------- |
| 1997–2004 | The Crocodile Hunter                         | Lui-même              |                                                                |
| 1999–2000 | Croc Files (en)                              | Lui-même              |                                                                |
| 2001      | Dr. Dolittle 2                               | Lui-même              | Caméo                                                          |
| 2002      | Mystery Hunters (en)                         | Lui-même              | Un épisode                                                     |
| 2002      | Traqueur de croco en mission périlleuse (en) | Lui-même              |                                                                |
| 2004      | Mes parrains sont magiques                   | The Bad Parent Hunter | Épisode: Le plaisir de dire non                                |
| 2006      | 5 Takes: Pacific Rim                         | Lui-même              | Un épisode                                                     |
| 2006      | Happy Feet                                   | Trev                  | (voix)                                                         |
| 2007      | Ocean's Deadliest (en)                       | Lui-même              | Spécial TV (sorti après son décès), à sa mémoire               |
| 2007–2008 | Bindi the Jungle Girl (en)                   | Lui-même              | Série TV sortie après son décès. Nouvelle et images d'archives |

## Dans la culture populaire
Dans la série South Park, un personnage non nommé mais lui ressemblant fortement apparaît dans l'épisode 18 de la saison 2, L'Homme des glaces (1999). Ce personnage est l'animateur d'une série télévisée dans laquelle il chasse des crocodiles en leur enfonçant son pouce dans l'anus. A la fin de l'épisode, une chasse à l'homme s'organisant, ses compétences sont demandées. Il finit découpé par les pales d'un hélicoptère.
Dans l'épisode de la saison 10, L'Enfer sur Terre 2006, Satan organise une fête costumée pour Halloween, et beaucoup de personnalités historiques décédées figurent parmi les invités. Le décès de Steve Irwin étant récent au moment de la diffusion, une mention spéciale lui est faite : Satan vient le voir, et pensant qu'il s'agit d'un invité déguisé en Steve Irwin mort (il est en effet représenté avec une raie plantée dans la poitrine), lui signale qu'il est selon lui trop tôt pour en rire. Steve Irwin rétorque alors à Satan que ce n'est pas un costume, et qu'il est vraiment Steve Irwin.
Quelques épisodes plus tard, dans La Coupe Stanley, Steve Irwin n'apparaît pas, mais est évoqué à plusieurs reprises, servant à chaque fois d'analogie au thème de la mort (« il mourra aussi sûrement que Steve Irwin dans un bassin de raies venimeuses »).
Il apparaît enfin dans l'épisode 200 de la saison 14, en 2010. Toutes les célébrités que la série a un jour tournées en dérision se rassemblent pour faire un procès à la ville de South Park. Steve Irwin y apparaît, toujours avec une raie plantée dans la poitrine.
Le 22 février 2019, Google rend hommage à Steve Irwin avec la mise en place d'un Doodle sur sa page d’accueil.